# NGC 6231
NGC 6231 (aussi connu sous le nom de Caldwell 76) est un très jeune amas ouvert situé dans la constellation du Scorpion. Il a été découvert par l'astronome sicilien Giovanni Battista Hodierna avant 1654. Toutefois, la liste qu'il a établie était pour des étoiles individuelles et donc il est possible qu'il ait vu cet amas seulement comme des étoiles. Edmond Halley a redécouvert cet amas en 1678.
Selon la classification des amas ouverts de Robert Trumpler, cet amas renferme moins de 50 étoiles (lettre p) dont la concentration est forte (I) et dont les magnitudes se répartissent sur un grand intervalle (le chiffre 3). Il va s'en dire que cette classification ne rend par réellement compte du nombre réel d'étoiles des amas, ici par exemple, NGC 6231 renferme des milliers d'étoiles.

## Observation
Avec une magnitude visuelle de 2,6, cet amas est visible à l'œil nu sous un ciel clair et sombre. On peut aussi l'observer aisément avec de petites jumelles.

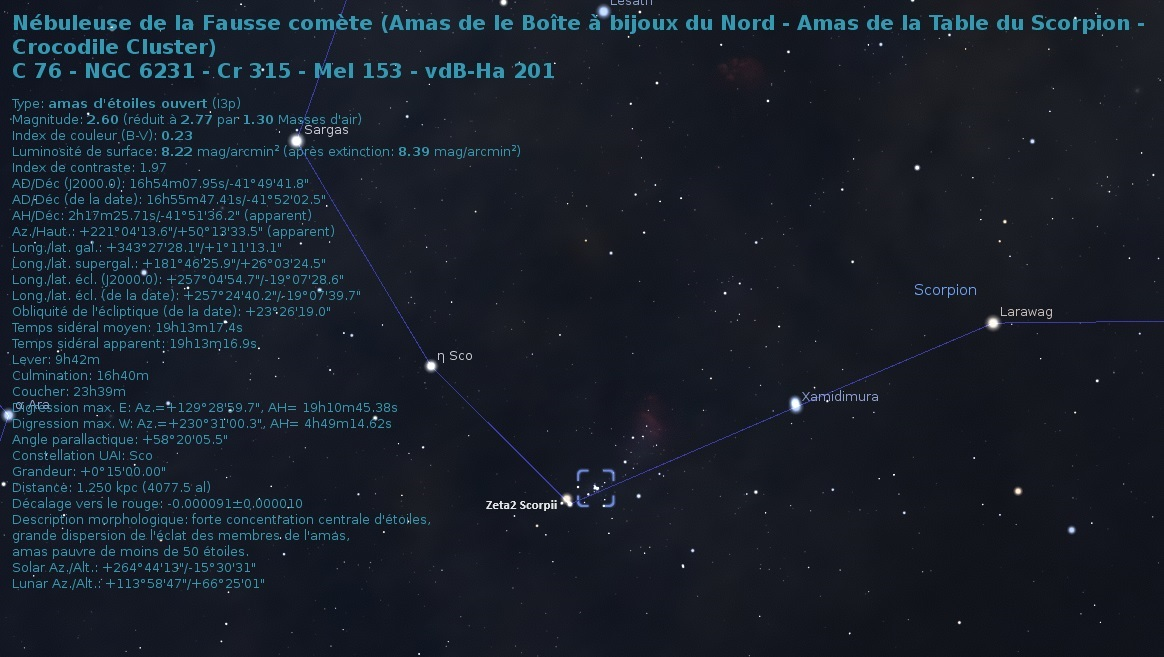
Localisation de NGC 6231 dans la constellation du Scorpion (Stellarium).

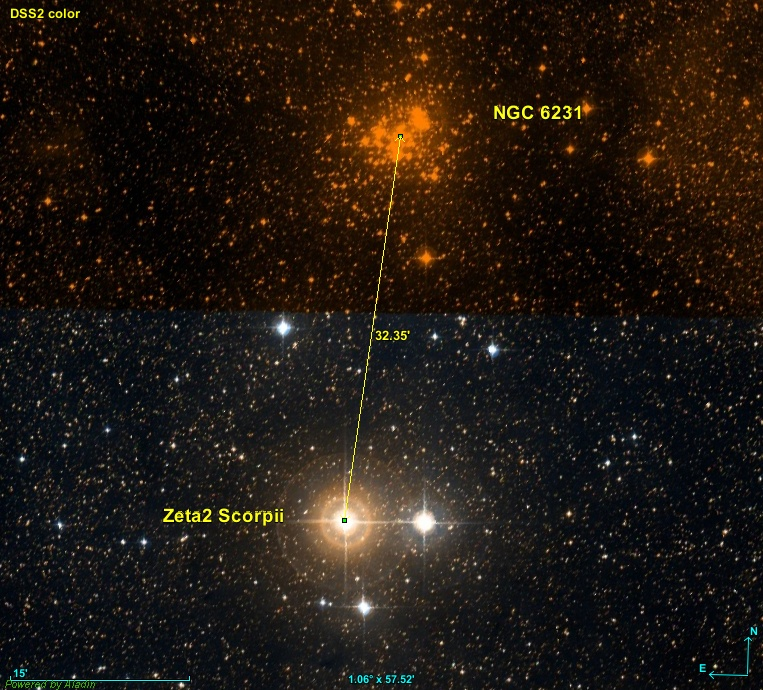
Position de NGC 6231 par rapport à une étoile.

NGC 6231 est situé à environ 0,5 degré au nord-ouest de l'étoile Zeta2.

## Caractéristiques

### Distance, taille et vitesse
La parallaxe moyenne des étoiles de l'amas a été obtenue des mesures effectuées par le satellite Gaia. Six valeurs différentes publiées dans de récents articles (2018 à 2021) sont indiquées sur la base de données Simbad : 0,591 ± 0,041 mas, 0,611 ± 0,030 mas, 0,598 ± 0,060 mas, 0,589 ± 0,051 mas,, 0,589 ± 0,002 mas et 0,590 ± 0,04 mas. La valeur moyenne de la parallaxe est égale à 0,594 7 ± 0,038 5 mas, ce qui correspond à une distance de 1682 +116
−102.
La taille apparente de l'amas est de 13,8′ ou de 14', ce qui, compte tenu de la distance comprise entre 1 579 pc et 1 798 pc, et grâce à un calcul simple, équivaut à une taille réelle 22,3 ± 1,6 al.
La base de données Simbad indique sept valeurs de la vitesse l'amas: −32,74 ± 14,42 km/s, −28,47 ± 15,75 km/s, −28,50 ± 2,5 km/s, −28,186 ± 0,458 km/s, −19,1 ± 1 km/s, −39,88 ± 1,24 km/s et −27,3 ± 3 km/s. La moyenne et l'écart-type ces valeurs sont de 29,0 ± 6,0 km/s.

### Métallicité
Simbad rapporte une seule valeur de la métallicité, soit +0,110. Selon cette valeur, le pourcentage d'éléments lourds (plus lourd que l'hydrogène et l'hélium) de cet amas est de 98% (10-0,008) de celui du Soleil.
Simbad rapporte deux valeurs de la métallicité provenant soit 0,008. Selon ces valeurs, le pourcentage d'éléments lourds (plus lourd que l'hydrogène et l'hélium) de cet amas est  de 129% (10-0,04) et 115% (10+0,06) de celui du Soleil.

### Âge
Selon les dernières estimations, l'âge de cet amas se situe entre 2,0 et 7,0 millions d'années,. Webda et Lynga indiquent un âge de sept millions d'années (log10=6,843 = 106,843),.

## Les étoiles de NGC 6231
NGC 6231 est dominé par  l'association Scorpius OB1 distante d'environ 1,59 kpc, d'une centaine d'étoiles de type spectral O et d'une large population d'étoiles de la pré-séquence principale. En réunissant des données en rayon X recueillies par le télescope spatial Chandra et des données disponibles dans le proche infrarouge, un catalogue de 2148 membres probables de cet amas a été réalisé. Ce catalogue comprend des étoiles de faible masse détectées dans le proche infrarouge et certaines étoiles de type B sans homologue en rayon X. De plus, l'étude montre 295 variables dans l'infrarouge qui devraient être des étoiles de pré-séquence principale. Avec cet échantillon, on estime que l'amas compte entre 5 700 et 7 500 jeunes étoiles, de masse comprise entre 0,08 {\displaystyle M_{\odot }} et 0,5 {\displaystyle M_{\odot }}.
Les étoiles de cet amas sont légèrement plus âgées, 3,2 millions d'années en moyenne, que celles situées dans la nébuleuse d'Orion, 2,5 millions d'années. Cependant, NGC 6231 est plus vaste et la densité d'étoiles qui s'y trouvent est à peu près 30 fois moins élevée. Les astronomes s'intéressent de près à cet amas, car il permet de comprendre ce qui se passe peu après la formation d'un tel groupe d'étoiles. Une comparaison des âges, de la masse et de la grandeur de divers jeunes amas implique que NGC 6231 a pris de l'expansion depuis un état initial plus compacte. Mais, prendra-t-il suffisamment d'expansion pour que ses étoiles se dispersent et échappent à la gravité de l'amas ? Les scientifiques ne savent pas exactement ce qui adviendra. Selon la structure et la distribution des étoiles de l'amas, il est possible que cet amas se soit agrandi par rapport à sa taille initiale en incorporant d'autres petits amas. Il reste cependant gravitationnellement lié.
On peut obtenir les données de plusieurs des étoiles situées dans le champ de vision de cet amas de cet amas sur Simbad en utilisant la requête NGC 6231 Num, où Num est un nombre de 1 à 387.
L'étoile la plus brillante de l'amas est Zeta1 Scorpii, une supergéante bleue. Elle est de type spectral O8 et de magnitude visuelle égale à 4,79. Trois étoiles de type Wolf-Rayet ont été découvertes dans NGC 6231 : HD 151932 (en), et HD 152270, ainsi que HD 152408 (en),. De plus, NGC 6231 renferme au moins une étoile traînarde bleue de type spectral Op.
Simbad montre aussi un bouton nommé Children. En cliquant sur ce bouton, on atteint une section de cette base de données qui renferme un tableau contenant 2654 entrées pour NGC 6231. Cependant, des étoiles (les Children) peuvent apparaître plusieurs fois dans la deuxième colonne du tableau, d'où le nombre de liens bibliographiques qui est supérieure au nombre d'étoiles. La quatrième colonne de ce tableau indique la probabilité que l'étoile appartienne à l'amas. En cliquant sur le titre de cette colonne, on peut classer la probabilité par ordre croissant ou décroissant. En cliquant sur la désignation de l'étoile, on atteint la page de Simbad qui résume ses propriétés.

## Galerie

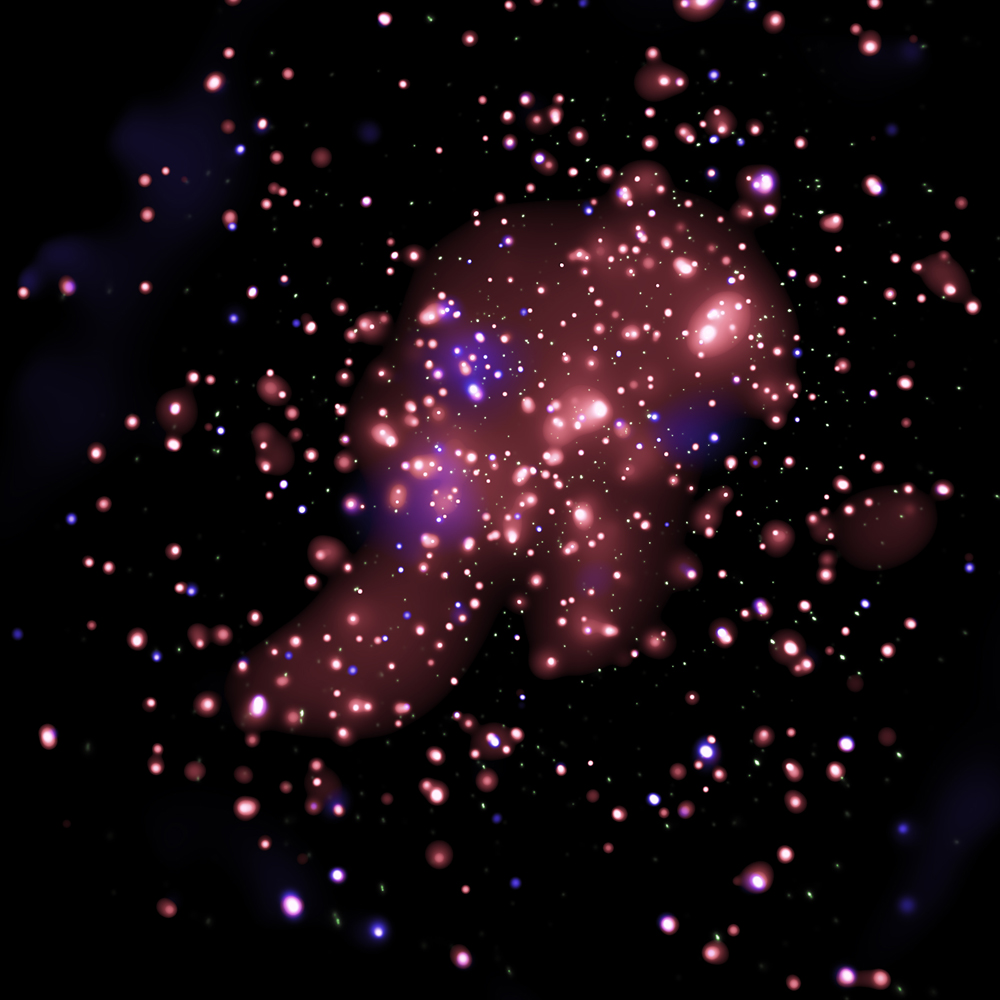
NGC 6231 par le télescope spatial Chandra (rayons X).
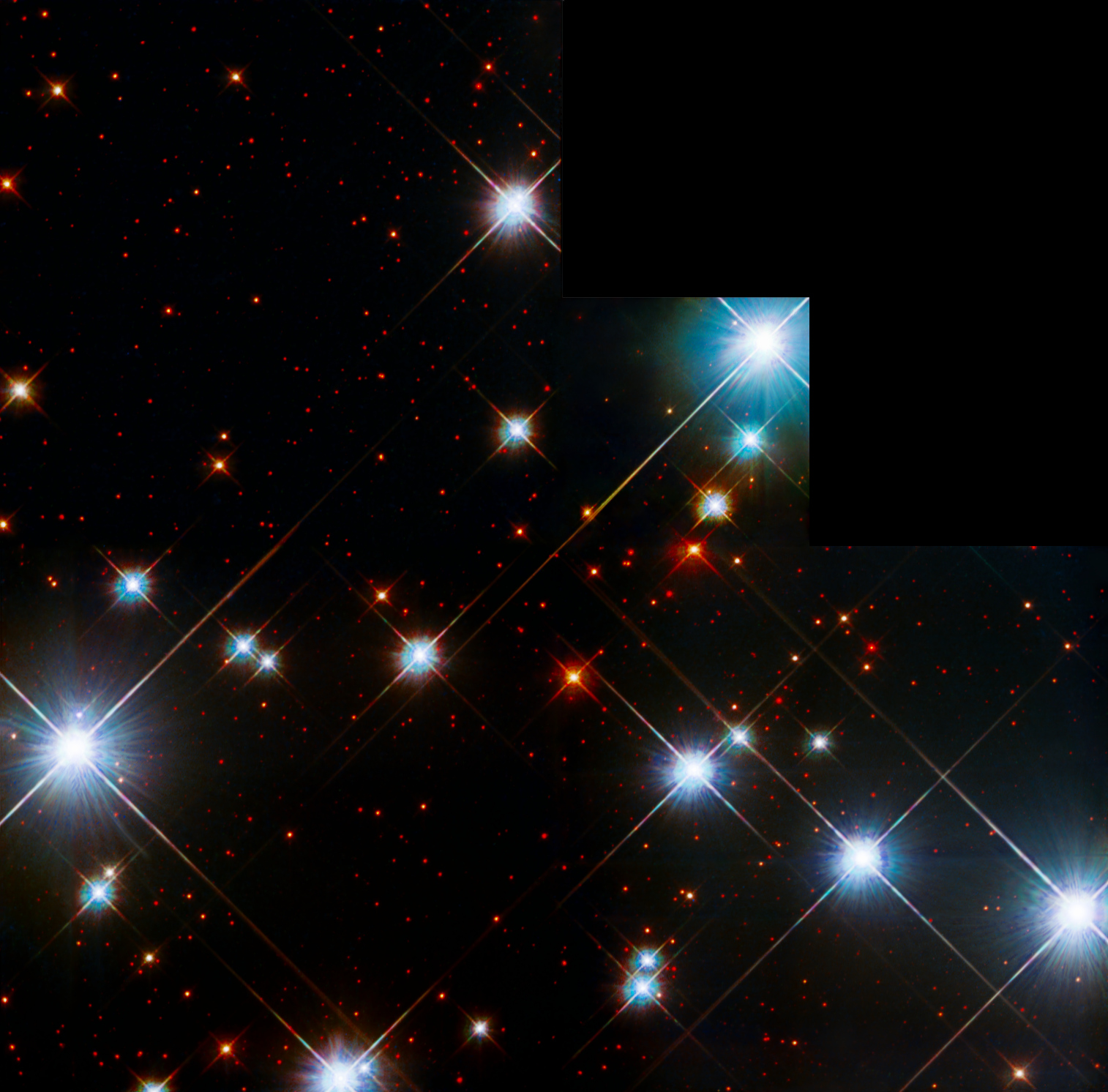
Détail de NGC 6231 par le télescope spatial Hubble.